# Juan Carlos Guillamón
Juan Carlos Guillamón Ruiz es un ex entrenador profesional español nacido el 24 de noviembre de 1974 en la pedanía murciana de Puebla de Soto.

## Biografía
Juan Carlos Guillamón fue durante su etapa amateur subcampeón de España en 1996 pero, sin sitio en los grandes equipos profesionales españoles, emigró a Portugal, donde en 1998 debutó como ciclista profesional en el Gresco-Tavira.
En 2001 pasó a la disciplina del modesto equipo ciclista Jazztel-Costa de Almería, lo que le permitió disputar competiciones en las carreteras españolas. En 2002 logró su mayor éxito, el Campeonato de España de ciclismo en ruta.
Se retiró en 2003 por problemas físicos. En 1997 y 2001 ya había sido operado de la arteria ilíaca, por problemas derivados de la hipertrofia del psoas.
Probó suerte en el mundo de la música, formando parte de una orquesta y llegando a la selección final de los castings de la tercera edición de Operación Triunfo.

## Palmarés
1996
- 1 etapa del Circuito Montañés

1999
- Trofeo Joaquim Agostinho-GP de Ciclismo de Torres Vedras

2002
- Campeonato de España en ruta

## Equipos
- Gresco-Tavira (1998-2000)
- Costa de Almería (2001-2003)
  - Jazztel-Costa de Almería (2001-2002)
  - Paternina-Costa de Almería (2003)